# Deacetossivindolina 4-idrossilasi
La deacetossivindolina 4-idrossilasi è un enzima appartenente alla classe delle ossidoreduttasi, che catalizza la seguente reazione:
deacetossivindolina + 2-ossoglutarato + O2 ⇄ deacetilvindolina + succinato + CO2
Richiede Fe2+ ed ascorbato. L'enzima agisce anche sulla 3-idrossi-16-metossi-2,3-diidrotabersonina e, in modo minore, anche sulla and to a lesser extent on 16-metossi-2,3-diidrotabersonina.